# Parafia Matki Bożej Królowej w Jabłonicy
Parafia Matki Bożej Królowej w Jabłonicy − parafia rzymskokatolicka znajdująca się w diecezji rzeszowskiej w dekanacie Jasło Zachód.

## Historia
Parafia erygowana dnia 19 marca 2003 dekretem ówczesnego ordynariusza rzeszowskiego, bpa Kazimierza Górnego, powstała z wydzielenia miejscowości Jabłonica i Lipnica Górna z terytorium parafii św. Mikołaja i Imienia Maryi w Bączalu Dolnym erygowanej już w 1348.

## Kościół parafialny i filialny
Funkcję świątyni parafialnej stanowi kościół Matki Bożej Królowej w Jabłonicy - poświęcany w 2005 i uroczyście konsekrowany w 2012 przez biskupa rzeszowskiego Kazimierza Górnego. Ponadto na terenie parafii znajduje się kościół filialny św. Michała Archanioła w Lipnicy Górnej, poświęcony w 1983 przez bpa Ignacego Tokarczuka i przez wiele lat stanowiący kaplicę dojazdową parafii w Bączalu Dolnym.

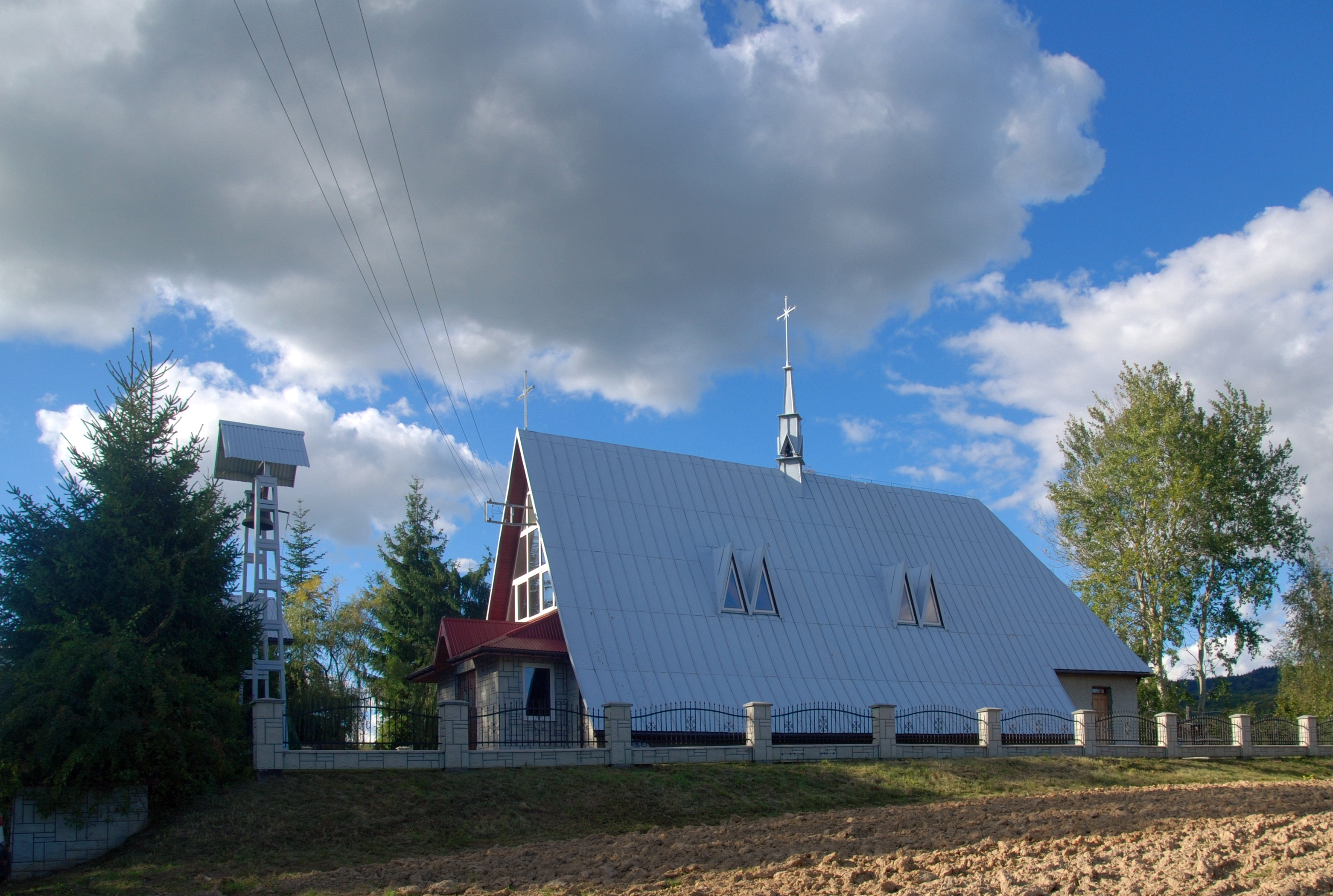
Kościół filialny św. Michała Archanioła w Lipnicy Górnej